# 不治之症医院 (威尼斯)

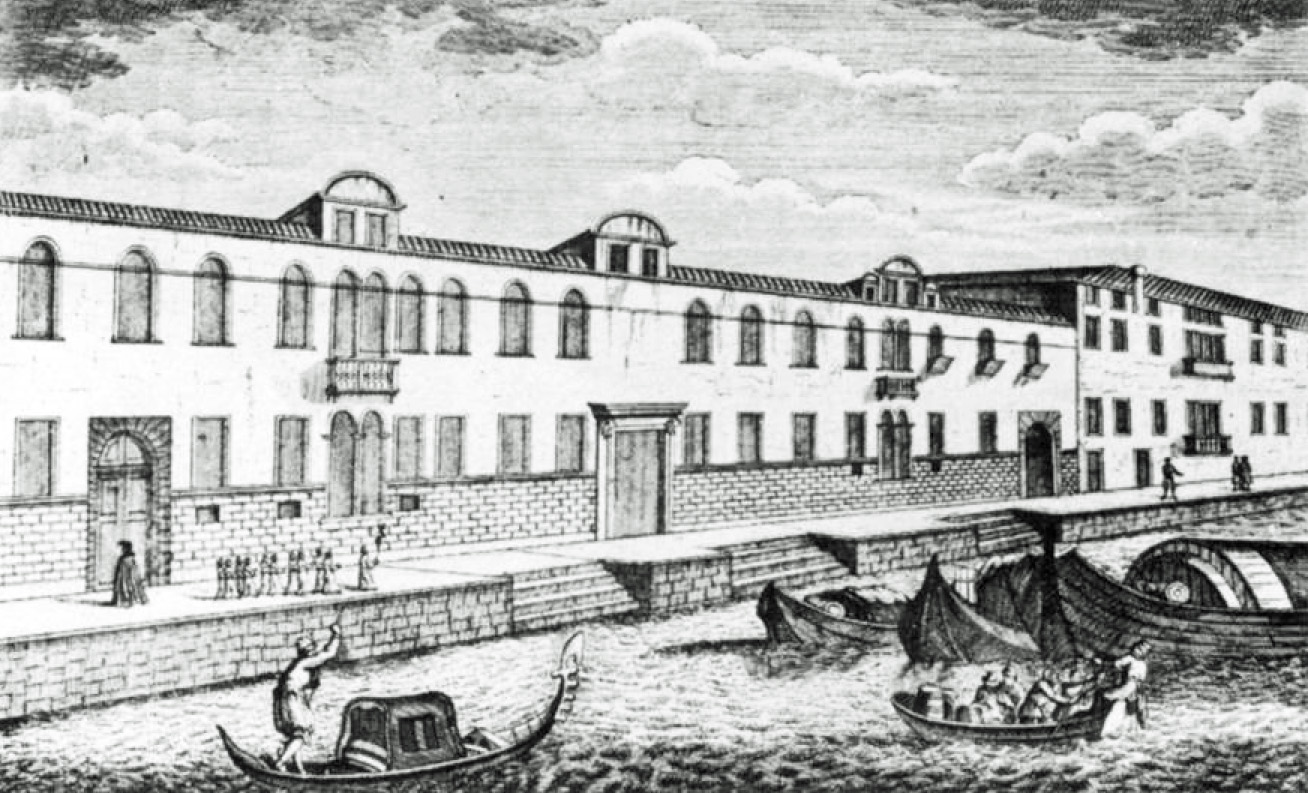
18世纪的不治之症医院

不治之症医院（Ospedale degli Incurabili）是一座大型的16世纪医院建筑，位于意大利东北部威尼斯多尔索杜罗区的扎特雷堤岸（Fondamenta delle Zattere）。 今天由威尼斯美术学院使用:153。It 建于16世纪下半叶；已经不存在的教堂，可能是由雅各布·桑索维诺设计。

## 历史
不治之症医院可追溯到十六世纪初，第一次见于文献记载是在1522年。它是由聖嘉耶當创建:153，两位贵族妇女玛丽亚·格里曼尼和玛丽亚·马利皮耶罗捐赠的钱:258。它最初是为了照顾那些患有不治之症的人，例如梅毒患者，但后来像威尼斯其他几个机构一样，都变成了孤儿院:428:65。最早的建筑可能是木头的:153。
大约从1565年，向威尼斯共和国元老院提出了资金请求。安东尼奥·达庞特负责建造一座大型建筑，直到他1597年去世。该建筑带有门廊和大型庭院，院内有一座供奉救世主（San Salvatore）的教堂，可能是由雅各布·桑索维诺设计:153。有人认为，医院大楼的布局也由他设计，但有人认为是出于安东尼奥·曾塔尼之手:259:428。
1807年，拿破仑灭亡威尼斯共和国后，取缔修会，不治之症医院建筑物先是改为世俗医院，1819年又改为军营。救世主教堂关闭，内部的祭坛、大理石雕像以及安东尼奥·瓦西拉奇、乔尔乔内、桑特·佩兰达（Sante Peranda）、丁托列托和保罗·委罗内塞的画作，均被剥走，又在1831年被拆除。:259:74。
圣依納爵·羅耀拉、圣热罗尼莫·爱弥廉和圣方濟·沙勿略均参加过不治之症医院的初期工作:259:153。

## 音乐
和其他三个大型医院（Ospedali Grandi） – 流浪儿医院（Ospedale dei Derelitti）、乞丐医院（Ospedale di Mendicanti）和怜悯医院（Ospedale della Pietà）一样，不治之症医院的年轻女性也接受了广泛的音乐教育，到十八世纪表演了音乐表演，并获得了国际声誉; 对表演进行记载的人包括查尔斯·勃尔尼（Charles Burney）、歌德、约翰·约阿希姆·克万茨（Johann Joachim Quantz）和让-雅克·卢梭:42。不治之症医院的第一次神劇演出是在1677年，是卡洛·帕拉维基诺的 《圣方濟·沙勿略》，从1674年到1685年，他是那里的音乐总监。从1696年到至少1718年 – 也许直到1722年 – 音乐总监是卡洛·弗朗切斯科·波拉罗洛。汉堡作曲家约翰·阿道夫·哈塞在不治之症医院工作了大约五十年:282，最迟从1736年起担任那里的音乐总监。在他去德累斯顿之后，又推荐由约梅利担任该职位，在1743年任命。
文森佐·莱戈伦齐奥·钱皮在此工作，从1747年直到1762年去世，最初担任音乐总监乔瓦尼·巴蒂斯塔·伦彻的助理，后来担任音乐总监。后来他获准长期去国外，在伦敦度过了大部分时间；在他缺席期间，由乔阿奇诺·科奇代替。